# Claire Andrade-Watkins
Claire Andrade-Watkins est une historienne et cinéaste capverdienne-américaine. Elle est une chercheuse interdisciplinaire en histoire africaine et afro-américaine, avec un accent particulier sur l'histoire capverdienne américaine (en), ainsi que sur la France postcoloniale. Parallèlement, elle excelle dans le cinéma africain lusophone et francophone, les cinémas de la diaspora africaine et le cinéma noir américain et ses cinéastes,.

## Biographie
Claire a fréquenté la Lincoln School Providence, a obtenu son baccalauréat au Simmons College (en) et a ensuite obtenu une maîtrise et un doctorat à l'Université de Boston.

## Carrière
Claire Andrade-Watkins est le directeur fondateur du projet « Fox Point Cape Verdean (en) », une initiative de recherche communautaire créée en 2007. Elle est également présidente de la société de production et de distribution « SPIA Media Productions, Inc. ». Elle a été fondée en 1998 et est spécialisée dans les médias de la diaspora africaine,.
Elle est la première professeure titulaire de couleur au sein du collège et la première professeure titulaire de couleur en arts visuels et médiatiques avant de migrer vers l'Institute for Liberal Arts & Interdisciplinary Studies. Elle est également l'auteur de plusieurs ouvrages, notamment Society for Visual Anthropology, Research in African Literature, The Independent Film and Video Monthly, American Historical Review et CinémAction,.

## Filmographie
| Année | Film                                                                     | Rôle                                                  | Genre                            | Réf. |
| ----- | ------------------------------------------------------------------------ | ----------------------------------------------------- | -------------------------------- | ---- |
| 2005  | Indépendance du Cap-Vert                                                 | Réalisateur, producteur                               | Documentaire                     |      |
| 2006  | Une sorte de drôle de Portoricain ? :Une histoire américano-capverdienne | Réalisateur, producteur exécutif, scénariste, monteur | Documentaire                     |      |
| 2011  | Salut, voisin                                                            | Réalisateur, producteur, scénariste                   | Court métrage documentaire vidéo |      |
| 2013  | Sérénade d'amour                                                         | Réalisateur, producteur                               | Documentaire                     |      |
| 2016  | Travailler à bord des bateaux : les maîtres de l'art                     | Réalisateur, producteur                               | Documentaire                     |      |

## Prix et distinctions
Elle a été récompensée et honorée par plusieurs organisations et festivals de cinéma.
- Bourse en cinéma et vidéo, 2017 – RISCA (Rhode Island State Council on the Arts), Bourse en cinéma et vidéo, Working the Boats: Masters of the Craft
- Bourse de recherche Fulbright 1996 – République du Cap-Vert, Cinéma autochtone[3]
- Prix de recherche de l'American Philosophical Society 1997 – République du Cap-Vert, Cinéma autochtone
- Sélection officielle, Festival international du documentaire canadien Hot Docs, catégorie Redux 2020 – Indépendance du Cap-Vert
- Sélection officielle, FESTin - Festival de Cinema Itinerante da Língua Portuguesa Lisbonne, Portugal 2014 – Indépendance du Cap-Vert
- Black Maria Film Festival, Choix du Jury (premier prix) – 2012 Salut, voisin (Ola Vizinho)